# District de Mosonmagyaróvár
Le district de Mosonmagyaróvár (en hongrois : Mosonmagyaróvári járás) est un des 7 districts du comitat de Győr-Moson-Sopron en Hongrie. Créé en 2013, il compte 72 532 habitants et rassemble 26 localités : 23 communes et 3 villes dont Mosonmagyaróvár, son chef-lieu.
Cette entité existait déjà auparavant dans différents comitats et sous le nom de district de Magyaróvár (Magyaróvári járás). Le district est devenu "district de Mosonmagyaróvár" en 1950 et a été supprimé en 1983.

## Localités
- Ásványráró
- Bezenye
- Darnózseli
- Dunakiliti
- Dunaremete
- Dunasziget
- Feketeerdő
- Halászi
- Hédervár
- Hegyeshalom
- Jánossomorja
- Károlyháza
- Kimle
- Kisbodak
- Lébény
- Levél
- Lipót
- Máriakálnok
- Mecsér
- Mosonmagyaróvár
- Mosonszolnok
- Mosonudvar
- Püski
- Rajka
- Újrónafő
- Várbalog